# Carl Jensen Busk
Carl Jensen Busk (23. marts 1857 i Busk – 1933) var lærer og medforstander på Odense Seminarium.
Født i Busk i Gjellerup Sogn, Hammerum Herred, Ringkøbing Amt, som søn af husmand Jens Thomsen Christensen og hustru Maren Jensen. Ved bevilling af 21. november 1904 fik Carl Jensen tilladelse til at tilføje stednavnet Busk som efternavn. Han var gift med Kirsten Elisabeth Berg.
Lærereksamen fra Blågård Seminarium i 1882 og dernæst ansat som lærer på Giersings Realskole i Odense 1882–1895. Allerede i 1891 medgrundlægger af Odense Seminarium for mænd sammen med Vilhelm Yderik. Da seminariet i 1895 blev sammenlagt med kvindeseminariet, blev dettes forstander Niels Thomsen forstander for fællesseminariet, og Carl Jensen underviste i historie, regning, matematik og fysik indtil sin pensionering som 70-årig i 1927. Da Ejler Møller blev seminariets forstander i 1905, blev Carl Jensen Busk medforstander, ligeledes indtil 1927.
Sammen med forstander Ejler Møller udgav Carl Jensen Busk Lærebog i Historie til Brug ved den højere Undervisning (Seminarier og Gymnasier), og alene udgav han bl.a. en matematisk opgavesamling.